# Mittivakkat-Gletscher

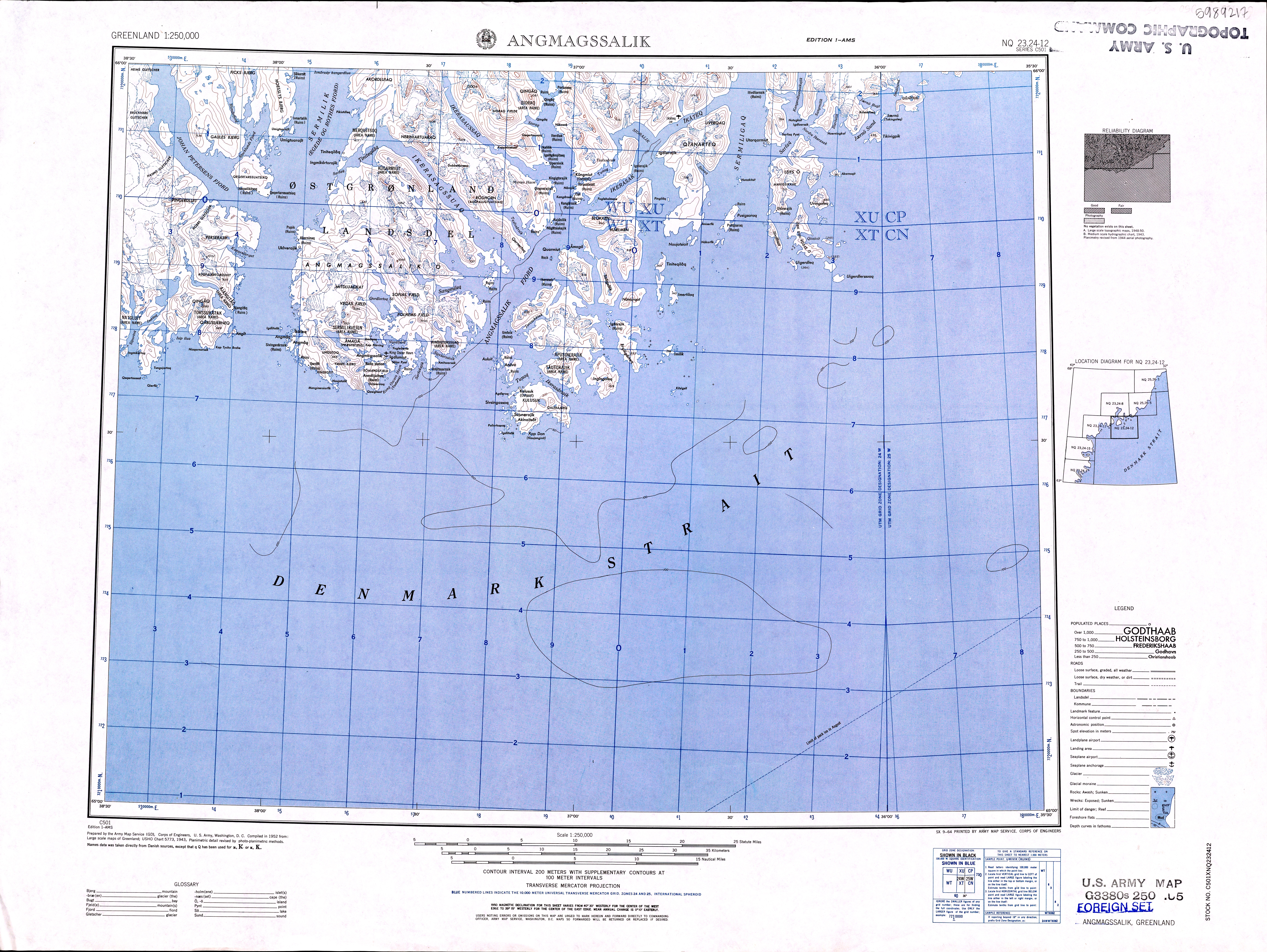
MITDLUAGKAT auf dem topographischen US-Kartenblatt von 1952

Der Mittivakkat-Gletscher (ostgrönländisch für „Brüste“, westgrönländisch Milluakkat, nach alter Rechtschreibung Mítivagkat bzw. Mitdluagkat) ist der inoffizielle Name eines Gletschers, der den 973 m hohen Nunatak Mittivakkat auf der Ammassalik Ø im südöstlichen Grönland knapp 100 Kilometer südlich des Polarkreises umgibt. Die 1933 erstmals geodätisch vermessene Eismasse gilt als meistuntersuchter Gletscher Grönlands, der nicht mit dem Grönländischen Eisschild zusammenhängt. Ausgangspunkt für glaziologische, klimatologische und geomorphologische Forschungstätigkeiten ist die nahegelegene Sermilik-Station, die gemeinschaftlich von der Universität Kopenhagen und der Universität Graz betrieben wird.

## Lage und Umgebung

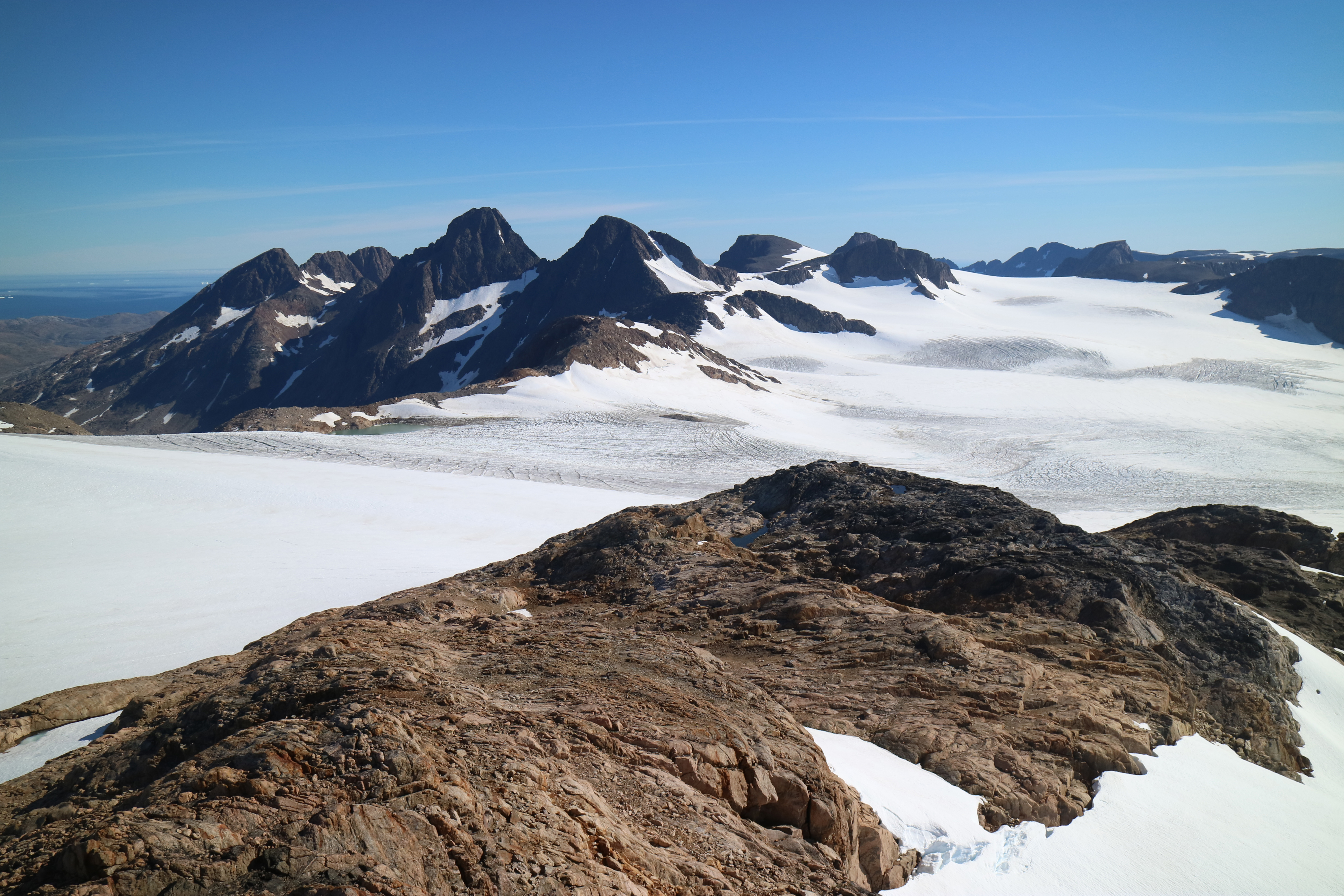
Oberer Teil des Gletschers

Der Mittivakkat-Gletscher erstreckt sich als lokale Eiskappe im westlichen Teil der Ammassalik Ø, auf der rund zwölf Kilometer entfernt Tasiilaq liegt. Die glazial geprägte Umgebung wird von steil aufragenden Bergen und tief eingeschnittenen Tälern bestimmt. Höchste Erhebung in Gletschernähe ist der Tasiilap Qinngivata Qaqqartivaa (Vega Fjeld) mit 1084 Metern. Der Gletscher entwässert in westliche Richtung zum Fjord Sermilik. Forschungsstützpunkte in der näheren Umgebung bilden die direkt am Meer gelegene Sermilik-Station (rund eine Stunde Gehzeit zum Gletscher) und die Nunatak-Station (515 m) in Nurdachbauweise.

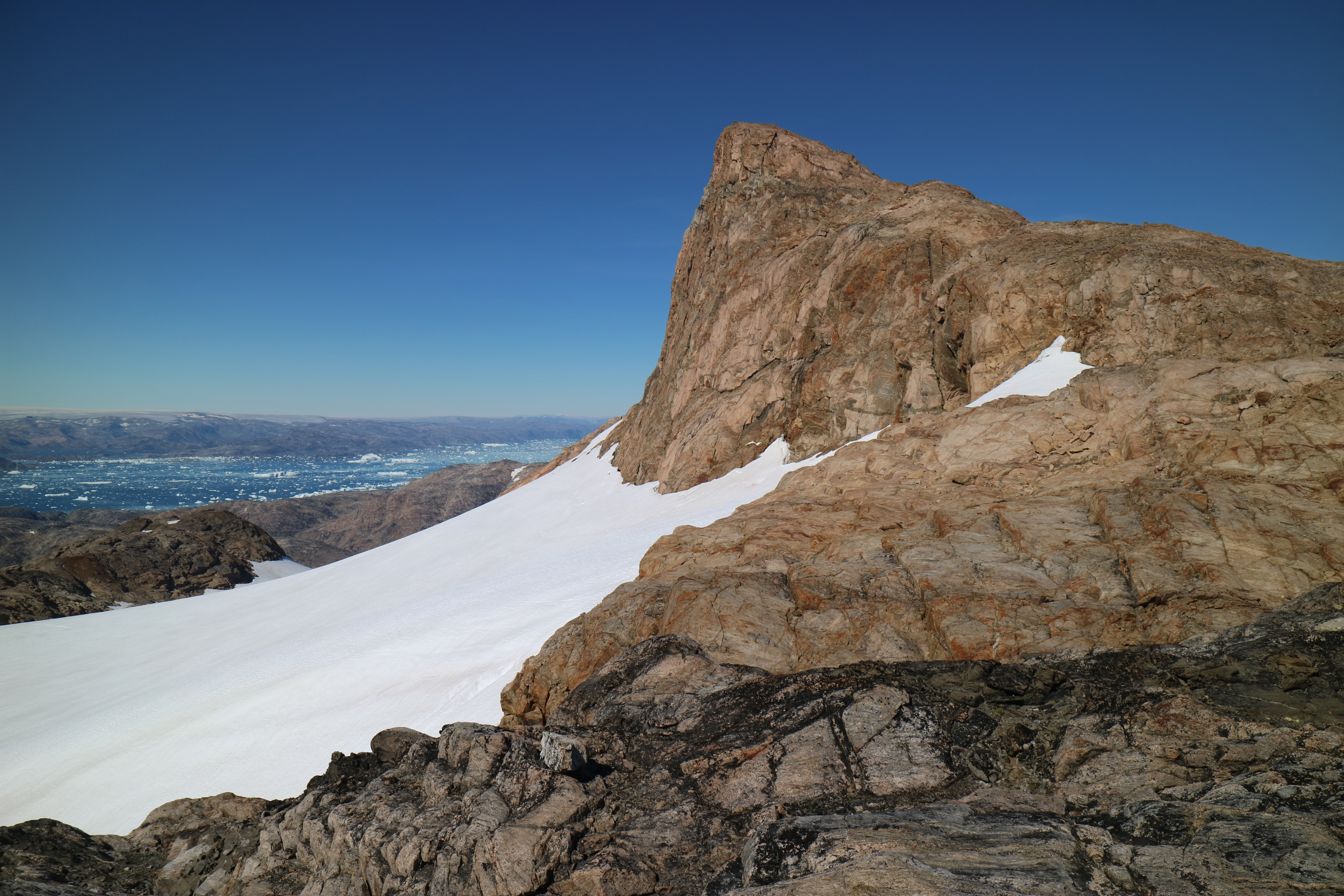
Nunatak mit Blick auf den Sermilik, im Hintergrund das Inlandeis

 Der namensgebende Nunatak Mittivakkat (973 m) ragt als Nunatak über dem Gletscher auf. Wie die umliegenden Berge ist er aus proterozoischem Gneis aufgebaut und bildet Richtung Westen eine rund 100 Meter hohe Wand aus. Auf dem Nunatak befindet sich anstelle eines Gipfelkreuzes ein Inussuk.
Eine beliebte mehrtägige Trekkingroute, die jedoch großteils nicht markiert ist, umrundet den Gletscher relativ großräumig. Dabei werden zahlreiche Gletscherseen passiert, die unter anderem auch vom Schmelzwasser des Mittivakkat gespeist werden. Die Begehung der spaltenreichen Gletscheroberfläche selbst erfolgt fast ausschließlich durch wissenschaftliches Personal und Studenten.

## Glaziologie
Beim Mittivakkat-Gletscher handelt es sich um einen temperierten Talgletscher, dessen Oberflächentemperatur sich im Jahresmittel um 0 °C bewegt.
Die Eiskappe bildet mehrere Zungen aus, wobei die Hauptfließrichtung Südwest ist. Die Eisscheide lag 2013 auf etwa 880 Metern, der untere Gletscherrand mit dem Gletschertor bei gut 160 Metern Meereshöhe. Die Länge der Hauptzunge beträgt von der Eisscheide zur Gletscherfront etwa 7,4 Kilometer. Während das Akkumulationsgebiet auch den Sommer über meist schneebedeckt bleibt, ist das Ablationsgebiet von zahlreichen oberflächlichen Abflussrinnen, Mühlen und Spalten geprägt. Das hat eine ausgesprochen raue Gletscheroberfläche zur Folge, die eine Begehung recht mühsam macht. Weite Teile der Hauptzunge erscheinen durch die mitgeführten Sedimente „schmutzig“, was sich entsprechend auf die Albedo auswirkt.

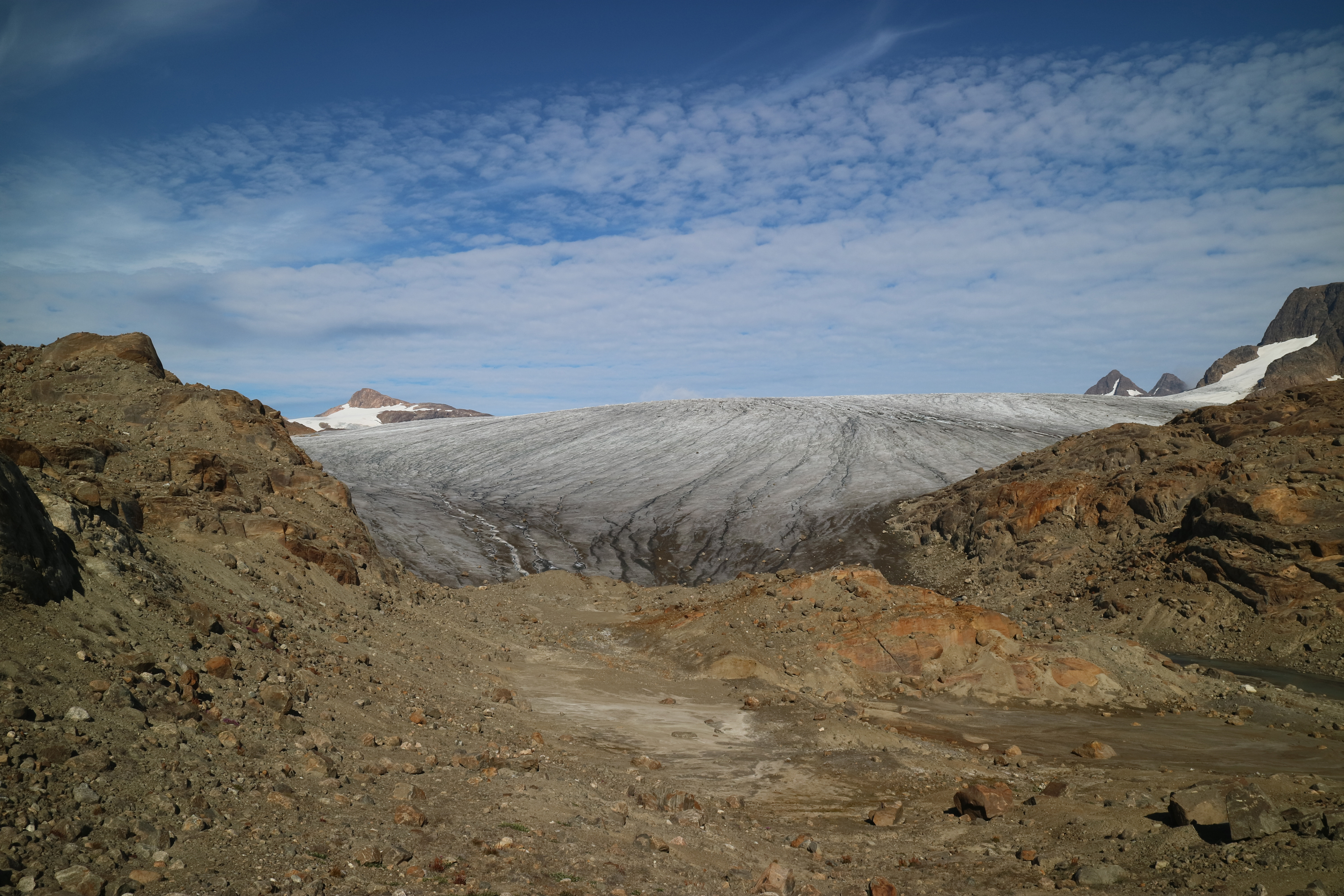
Gletscherfront (Juli 2016)

In den Jahren zwischen 1986 und 2011 betrug die mittlere spezifische Massenbilanz −0,97±0,75 Meter Wasseräquivalent. In dieser Zeit nahm die mittlere Eisdicke um 15 % ab, das Volumen um 30 %. Aus Messungen der Massenbilanz mittels der glaziologischen Methode an der Eisoberfläche kann man schließen, dass die vertikale Dehnung des Gletschers einen nicht unerheblichen Teil der Verluste zu kompensieren scheint, im unteren Teil werden 60 % auf diese Weise kompensiert, im oberen 25 %. Die gemittelte Geschwindigkeit des Gletschers an der Oberfläche nahm in diesem Zeitraum um 30 % ab, was höchstwahrscheinlich auf die durch Abnahme der Mächtigkeit veränderte Gletscherdynamik zurückzuführen ist.

## Klimatische Grundlagen

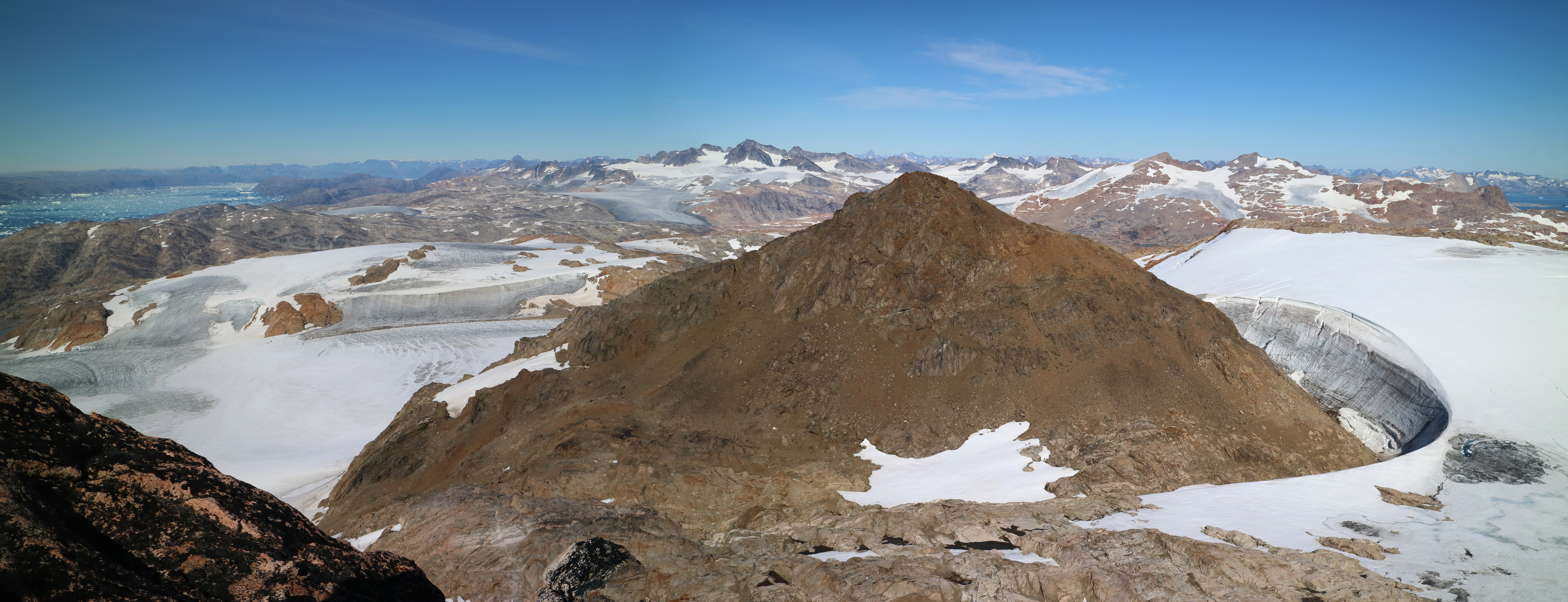
Blick vom Mittivakkat Richtung Norden: im Vordergrund der Nordostgipfel des Nunatak mit Randkluft, im Hintergrund links der Sermilik, in der Bildmitte der namenlose, höchste Gipfel der Ammassalik Ø über dem Tinit-Gletscher, im Hintergrund rechts ein Ausläufer des Ammassaliip Kangertiva.

Klimamessungen werden am Mittivakkat-Gletscher erst seit den 1990er Jahren durchgeführt, weshalb bei Bedarf langfristiger Daten auf die Station im zwölf Kilometer entfernten Tasiilaq zurückgegriffen wird. Ebenda beträgt die durchschnittliche Jahrestemperatur −1,4 °C. Das Jahresniederschlagsmittel beläuft sich auf 866 mm, wobei davon 722 mm im Winter als Schnee fallen.
Die Hauptwindrichtungen sind NNW und NW. Piteqqat mit Geschwindigkeiten von weit über 100 km/h entstehen über dem Inlandeis und gehören zu den stärksten weltweit gemessenen Winden. Sie haben einen erheblichen Einfluss auf die Schneeverteilung auf der Ammassalik Ø. Messungen der Schneedecken-Basistemperatur auf 165 m im Winter 1994/95 ergaben Werte um −5 °C, was zusammen mit den Mittelwerten der Lufttemperatur ein Hinweis auf das Vorkommen von Permafrost ist.

## Forschungsgeschichte
Knud Rasmussens siebte und letzte Thule-Expedition führte ihn 1932/33 in die Ammassalik-Region. Bei der Kartierung kamen die neuesten Technologien, unter anderem ein verbesserter Fototheodolit und die Luftbildfotografie via Wasserflugzeug, zum Einsatz. Dem Geologen Keld Milthers (1907–1960) wurde die Aufgabe zuteil, die Gletscher und deren Beziehung zu den jeweiligen Landformen zu untersuchen. Im Sommer 1933 erkundete er fünf der 15 regionalen Gletscher genauer, indem er Fotodokumentationen ihrer Zungen anfertigte. Vier davon versah er mit Pegelstangen, die dem Messen der Ablation dienen sollten, darunter eine Eisfläche im Südwesten der Ammassalik Ø. Milthers bezeichnete den bis dahin namenlosen Gletscher in seinem Feldbuch nach dem zentralen Nunatak als Mitdluagkat. Im Gegensatz zu den grönländischen Behörden übernahmen die Geographen Larsen (1959) und Fristrup (1960) den Namen, der sich seither in der Fachliteratur etabliert hat und auch auf touristischen Karten aufscheint. Mittlerweile ist fast ausschließlich die ostgrönländische Schreibweise Mittivakkat in Gebrauch.
2009 entdeckten Forscher der Universität Kopenhagen mithilfe von Milthers’ Feldbuch die Grundplatten seiner Theodolit-Aufnahmen, was erstmals eine vergleichende Rekonstruktion der Fotos ermöglichte. Eine solche entstand im Rahmen einer Milthers-Gedächtnisexpedition, die im Jahr 2010 an die Originalaufnahmeplätze führte. Auf diese Weise konnte ein horizontaler Rückzug des Gletschers von 1283 Metern in der Periode 1933–2010 bestimmt werden. Ebenso gelang es anhand seiner Aufzeichnungen die Ablationsrate für den Sommer 1933 zu rekonstruieren.